# روبين جيفارا
روبين جيفارا (بالإسبانية: Rubén Guevara)‏ (27 يناير 1964 ببنما في بنما - ) هو مدرب كرة قدم ولاعب كرة قدم بنمي في مركز الوسط. شارك مع منتخب بنما لكرة القدم. أما مع النوادي، فقد لعب مع San Francisco F.C. ‏ وCojutepeque F.C. ‏ وLeón de Huánuco ‏ وRío Abajo F.C. ‏ ونادي تاورو ‏.

## وصلات خارجية
- روبين جيفارا على موقع الاتحاد الدولي (مؤرشف)  (الإنجليزية)
- روبين جيفارا على موقع قاعدة بيانات كرة القدم.إي يو (الإنجليزية)
- روبين جيفارا على موقع ناشيونال فوتبول تيمز (الإنجليزية)
- روبين جيفارا على موقع Soccerway.com (الإنجليزية)